# دمپایی داروین
دمپایی داروین (نام علمی: Calceolaria uniflora) (syn. Calceolaria darwinii ،) گیاهی چندساله از تیرهٔ Calceolaria است که به دمپایی معروف است. خاستگاه آن تیرا دل فوئگو در قسمت جنوبی آمریکای جنوبی است.